# یورو ۲۰۲۰ (برنامه تلویزیونی)
یورو ۲۰۲۰ یک برنامه تلویزیونی زنده ویژه پوشش جام ملت‌های اروپا ۲۰۲۰ بود. این برنامه به تهیه‌کنندگی مهدی هاشمی و اجرای محمدحسین میثاقی و محمدرضا احمدی روی آنتن می‌رفت. یورو ۲۰۲۰ از ۲۱ خرداد ۱۴۰۰ شروع به کار کرد و در ۲۰ تیر ۱۴۰۰ با پایان جام ملت‌های اروپا ۲۰۲۰، به کار خود پایان داد. این برنامه در روزهای برگزاری مسابقات، ۱ ساعت قبل از شروع اولین مسابقه و در روزهایی که مسابقه‌ای برگزار نمی‌شود، ساعت ۲۲:۳۰ الی ۲۳:۰۰ روی آنتن می‌رفت. یورو ۲۰۲۰ شامل آیتم‌های مختلفی بود که در بخشی به معرفی کشورهای حاضر در این رویداد بزرگ ورزشی می‌پرداخت. این برنامه همچنین شامل آیتمی بود که در آن بازیکنان فوتبال، هنرپیشه‌ها و پیشکسوتان سرشناس به پیش‌بینی کامل یورو ۲۰۲۰ می‌پرداختند.
حضور کارشناسان خارجی مانند گایزکا مندیتا، کلارنس سیدورف، انگین فیرات، میشائیل اشکیبه، فیلیپ سندروس، سون یوران اریکسون، والتر زنگا، زلاتکو دالیچ، تونی آدامز و… در برنامه یکی از اتفاق‌های مهم در این برنامه بود.
این برنامه اولین برنامهٔ ورزشی صدا و سیما بود که از ۲ شبکه سه و ورزش پخش می‌شد.

## پیشینه
برنامه یورو ۲۰۲۰ در سال ۱۴۰۰ برای پوشش جام ملت‌های اروپا ۲۰۲۰ بنیان‌گذاری شد. اولین قسمت برنامهٔ یورو ۲۰۲۰ در تاریخ ۲۱ خرداد ۱۴۰۰ پخش شد. پیش‌تولید این برنامه از فروردین ۱۴۰۰ شروع شد. برنامه یورو ۲۰۲۰ در ۲۰ تیر ۱۴۰۰ به پایان رسید.

## ویژگی‌ها

### پخش
برنامه یورو ۲۰۲۰ به مدت ۱ ماه هر روز روی آنتن می‌رفت.

### اجرا
مجریان این برنامه محمدحسین میثاقی و محمدرضا احمدی بودند.

## درون‌مایه

### روند برنامه
برنامه یورو ۲۰۲۰ هر روز به پخش، پوشش، مرور و تحلیل جام ملت‌های اروپا ۲۰۲۰ و رویدادهای مرتبط به آن می‌پرداخت. این برنامه بازی‌های جام ملت‌های اروپا ۲۰۲۰ را پخش می‌کرد، اخبار آن را پوشش می‌داد و به تحلیل مسائل مربوط به بازی‌ها با حضور کارشناسان داخلی و خارجی و بررسی حواشی جام ملت‌های اروپا ۲۰۲۰ می‌پرداخت.

### بخش‌های برنامه
- پخش بازی‌ها:

در این برنامه بازی‌های جام ملت‌های اروپا ۲۰۲۰ پخش می‌شد.
- بخش کارشناسی:

در هر برنامه یک کارشناس داخلی و یک یا چند کارشناس خارجی (به صورت اینترنتی) دربارهٔ بازی‌ها اظهار نظر می‌کردند.
- آیتم‌ها:

در هر قسمت در این بخش، آیتم‌هایی از تیم‌ها، بازیکنان و مربیان جام ملت‌های اروپا و مسائل مربوط به آن پخش می‌شد.
- معرفی کشورها:

در این بخش، کشورهای حاضر در جام ملت‌های اروپا ۲۰۲۰، با نگاهی ورزشی، سیاسی، فرهنگی، اجتماعی و اقتصادی به بینندگان معرفی می‌شدند. راوی این بخش داود دادمرزی بود.
- میهمان:

در هر قسمت از برنامه مربیان و بازیکنان به برنامه دعوت می‌شدند و دربارهٔ مسایل مختلف با مجریان به گفتگو می‌نشستند.
- اخبار یورو:

خلاصهٔ مهم‌ترین اخبار مربوط به جام ملت‌های اروپا ۲۰۲۰ در این بخش پخش می‌شد. مجریان این بخش احسان خراسانی و محسن اخوان‌فر بودند.
- مسابقه پیش‌بینی:

هر روز نظرسنجی‌هایی به عنوان پیش‌بینی بازی‌های جام ملت‌های اروپا مطرح می‌شد و در آن از بینندگان خواسته می‌شد تا از طریق اپلیکیشن هف هشتاد در آن شرکت کنند. پس از اتمام هر مرحله، قرعه‌کشی ۵۰ میلیونی بین شرکت‌کنندگان پیش‌بینی‌ها انجام می‌شد.
- پیش‌بینی تورنمنت:

در این بخش بازیکنان فوتبال، هنرپیشه‌ها، پیشکسوتان فوتبال و… به برنامه دعوت می‌شدند و مسابقات را به صورت کامل پیش‌بینی می‌کردند. این بخش قبل از شروع مسابقات ضبط شده بود. مجری این بخش بهنام مهدی‌زاده بود.
- آنالیز فنی :

در این بخش بازی‌های جام ملت‌های اروپا (از بعد فنی یا کیفیت) توسط یک تیم چند نفره آنالیز می‌شد و ماحصل آن با تصاویر مربوط به بازی پخش می‌گردید.
- مستندهای موضوعی:

در این برنامه به تناسب اتفاقات رخ داده در جام ملت‌های اروپا مستندهایی کوتاه و با متنی ادبی پخش می‌شد. معمولاً این مستندها علاوه بر موضوعات فوتبالی، دربرگیرنده موضوعات سیاسی، اجتماعی و فرهنگی هم می‌شدند.
- پیش‌بازی:

پیش‌بازی مسابقات: در این بخش بررسی شرایط تیم‌های برگزارکنندهٔ بازی در بازی‌های قبل، بررسی آماری همراه با نگاه تاریخی صورت می‌گرفت.
- ترکیب تیم‌ها:

در این بخش ترکیب تیم‌ها به همراه توضیحات مجریان برنامه و کارشناس به صورت گرافیکی به بینندگان ارائه می‌شد.
- فلش اینترویو:

در این بخش مصاحبه‌های کوتاه بعد از بازی بازیکنان و مربیان تیم‌ها با ترجمهٔ فارسی پخش می‌شد.

## حواشی

### ترجمه اشتباه فلش اینترویوها
بعد از اتمام مرحله یک‌هشتم نهایی جام ملت‌های اروپا ۲۰۲۰، ویدیویی در اینترنت پخش شد که نشانگر ترجمه اشتباه فلش اینترویوهای مسابقات و تفاوت بسیار بین صحبت‌های بازیکن و چیزی که در برنامه یورو ۲۰۲۰ ترجمه می‌شد، بود. بر این اساس ترجمه صحبت‌های فوتبالی‌ها گاه به حدی بی‌ربط بود که گاه حتی موضوع کلی صحبت هم با ترجمه یکسان نبود؛ به عنوان مثال مربی درباره تیم خودش صحبت می‌کند، ولی مترجم صحبت‌های او را درباره بازیکن تیم حریف ترجمه می‌کند.
  

در نهایت قبل از بازی اسپانیا و سوئیس در یک‌چهارم نهایی، محمدحسین میثاقی درباره انتقادهای مطرح شده از ترجمه‌ها، توضیح داد: 
دربارهٔ فلش اینترویو باید بگویم کسانی که می‌آیند و بعد از بازی به زبان‌های مختلف صحبت می‌کنند و مصاحبه را انجام می‌دهند، هرکدام به زبان خاص خود صحبت می‌کنند ولی این مصاحبه یک فیلد انگلیسی هم دارد که تمام این مصاحبه‌ها را ترجمه می‌کند. بچه‌های ما هم از روی آن زبان انگلیسی، ترجمه را انجام می‌دهند؛ یعنی ترجمه دو بار انجام می‌شود. حالا ترجمه بار اول خود یک تاخیر زمانی دارد به واسطه اینکه سوال متفاوت است. ابتدا از زبان اکراینی به انگلیسی ترجمه می‌شود و بعد انگلیسی به فارسی تبدیل می‌شود. بنابراین شاید واو به واو و کلمه به کلمه منتقل نشود. اما خب اگر یک کلمه هم جابه‌جا شود، کاملاً اشتباه است و ما حتماً باید عذرخواهی کنیم.

میثاقی همچنین به بینندگان وعده داد: 
بچه‌ها در ترجمه‌های بعدی دقتشان را بیشتر کنند و واو به واو ترجمه را منتقل کنند. اما این دو بار ترجمه کردن باعث شده‌است یکسری ناهماهنگی ایجاد شود. یک کلمه هم نباید جابه‌جا شود و اگر یک کلمه جابه‌جا شود، باید عذرخواهی کنیم و بچه‌های ما در برنامه‌های بعدی باید دقت خیلی بیشتری کنند.
در نهایت محمدرضا حکیمی که مترجم برنامه بود، جایش را به حمیدرضا هدایتی، مترجم دراگان اسکوچیچ داد.

### بودجه ۸ میلیاردی
در ۱۳ تیر ۱۴۰۰، روزنامه گل خبر از اختصاص ۸ میلیارد تومان بودجه برای ساخت ویژه برنامه یورو ۲۰۲۰ توسط سازمان صدا و سیمای جمهوری اسلامی ایران داد.